# Neostorena minor
Neostorena minor là một loài nhện trong họ Zodariidae.
Loài này thuộc chi Neostorena. Neostorena minor được Rudy Jocqué miêu tả năm 1991.